# Billionaire's Row
O termo Billionaire's Row (português: Ala dos Bilionários) designa uma área nobre de uma determinada cidade caracterizada pelo altíssimo valor do metro quadrado, alta concentração de riqueza, localização prestigiada, privacidade, exlusividade, afluência e pela presença majoriária de moradias ultra-luxuosas: mansões, apartamentos de luxo e penthouses. São residência primária de bilionários e figuras influentes: monarcas, diplomatas, olirgarcas, membros de famílias reais, estadistas, CEOs e celebridades.
As Billionaire's Rows também estão localizadas em diversas cidades do Mundo, como: Nova Iorque, Londres, Hong Kong e Mumbai.

## Origem e contexto
O termo "Billionaires' Row" foi criado primeiramente para descrever estritamente a 57th Street em NYC, uma área urbana que abrigam propriedades de altíssimo luxo, geralmente associadas a indivíduos extremamente ricos. O edifício One57 foi o primeiro edifício superalto construído no bairro, com 306 metros de altura, localizado entre as Avenidas Sexta e Sétima, e concluído em 2014. Na época, outros arranha-céus ainda mais altos estavam sendo propostos ou construídos ao longo da 57th Street, perto do Central Park. E devido aos preços recordes dos apartamentos nos edifícios localizados na 57th Street,, a área foi apelidada de "Ala dos Bilionários" pela imprensa e mídia. O termo "Billionaire's Row" foi posteriormente estendido a outros edifícios de luxo superaltos localizados na 59th Street, região conhecida como Central Park South, a extremo sul do parque.
O termo também tem sido adotado em outras cidades ao redor do mundo para descrever áreas similares, como em Londres, Mumbai e Hong Kong, locais que atraem investidores imobiliários estrangeiros e bilionários globais, devido as características ultra-luxuosas e muitas vezes rentaveis. O termo não é apenas um termo geográfico, mas também um símbolo de opulência e exclusividade. Ele é usado para descrever locais onde o preço médio das propriedades é extremamente alto, sendo considerada a região mais valorizada do mundo. Essas áreas são frequentemente vistas como representações do auge do mercado imobiliário de luxo, atraindo tanto admiração quanto críticas. Elas são projetadas para atender às necessidades dos ultra-ricos, oferecendo vistas espetaculares e comodidades exclusivas, mas também levantam questões sobre desigualdade e acessibilidade urbana.